# Semjon Buđoni
Semjon Buđoni (Proletarsk, 25. travnja 1883. — Moskva, 26. listopada 1973.) bio je sovjetski maršal.

## Životopis
Buđoni je rođen u siromašnoj seljačkoj obitelji u južnoj Rusiji. Radio je na farmi do 1903., kada je regrutiran u vojsku Ruskoga Carstva i postao konjanik. Služio je u Rusko-japanskom ratu 1905. Tijem Prvog svjetskog rata služio je na zapadnoj bojišnici, do 1916., kada je prebačen na kavkaskoj bojišnici. Kada je u Ruskoj revoluciji 1917., zbačen caristički režim, Buđoni je postao vodeći član vojničkih savjeta (sovjeta) u kavkaskoj oblasti.
Građanski rat je izbio 1918., i Buđoni je organizirao snage Crvene konjice u donskoj regiji. Ove snage će kasnije postati 1. konjička armija, koja je bila značajna za pobjedu boljševika u ratu. Buđoni je stupio u Boljševičku partiju 1919. i osnovao je bliske odnose sa Staljinom i Klimentom Vorošilovim. 
Godine 1920. Buđonijeva konjička armija sudjelovala je u invaziji na Poljsku tijekom Poljsko-boljševičkog rata. Isprva je bila prilično uspješna, izbacivši poljske snage iz Ukrajine i kasnije se probivši kroz poljske južne linije bojišnice. Međutim, kasnije su boljševičke snage pretrpjele težak poraz u bitci za Varšavu, uglavnom zato što se Buđonijeva armija zaglavila kod Lavova. Nakon što je njegova armija poražena u Komarovskoj bici (jedna od najvećih konjičkih bitaka u povijesti), Buđoni je poslan na jug, da se bori protiv belogardejaca u Ukrajini i na Krimu. Usprkos porazu u Poljskoj na kraju građanskog rata je postao jedan od vojnih heroja sovjetske Rusije.
Buđoni je smatran hrabrim konjičkim časnikom, ali je malo znao o modernom ratovanju, pogotovo o utjecaju tenkova. Bio je na poziciji konjičkog inspektora Crvene armije i na sličnim dužnostima i kao jedan od Staljinovih bliskih suradnika, utjecaj mu je rastao kako se Staljin uzdizao kao diktator Sovjetskog Saveza.
1935., Buđoni je bio jedan od prvih pet maršala Sovjetskog Saveza. Trojica od ovih pet su kasnije ubijeni u Velikoj čistki kasnih 1930.-ih, pa su preživeli samo Buđoni i Vorošilov. 1937., Buđoni je zapovijedao Moskovskim vojnim okrugom, a tijekom Sovjetsko-finskog rata je zapovijedao armijom s katastrofalnim rezultatima. Pa ipak, 1940., Buđoni je postavljen za zamjenika narodnog komesara za obranu.
Od srpnja do rujna 1941. Buđoni je bio glavni zapovjednik sovjetskih oružanih snaga na Jugozapadnom pravcu (Jugozapadna i Južna bojišnica) suočivši se s njemačkom invazijom na Ukrajinu, koja je počela u lipnju. Ove snage su na kraju opkoljene tijekom Umanske i bitke za Kijev. Ove katastrofe su koštale Sovjetski Savez 1,5 milijuna vojnika poginulih ili zarobljenih, što je jedan od najvećih debakala u vojnoj povijesti.
Staljin je u rujnu razriješio Buđonija dužnosti, a zamijenio ga je Semjon Timošenko. Postavljen je na zapovijedništvo Rezervne bojišnice (rujan - listopad 1941.), glavnog zapovjednika trupa na Sjevernokavkaskom pravcu (travanj - svibanj 1942.), zapovijeda na Sjevernokavkaskoj bojišnici (svibanj - kolovoz 1942.) i zastarijelom Sovjetskom konjicom (od 1943). Nakon kraja rata i smrti Buđonijevog prijatelja Staljina, 1954. bit će umirovljen kao heroj Sovjetskog Saveza.
Semjon Mihajlovič Buđoni je također uzgojio novu rasu konja, koja se i dalje uzgaja u Rusiji: Buđoni konj, koji je poznat po dobrim učincima u športu i izdržljivosti. Budenovka, dio sovjetske vojne uniforme, dobila je ime po Buđoniju, a o ovom maršalu koji je bio više poznat po hrabrosti, nego po strateškom znanju upravljanja vojnim jedinicama, napisan je i veći broj vojnih pjesama.